# Mobilmachung (Schweiz)

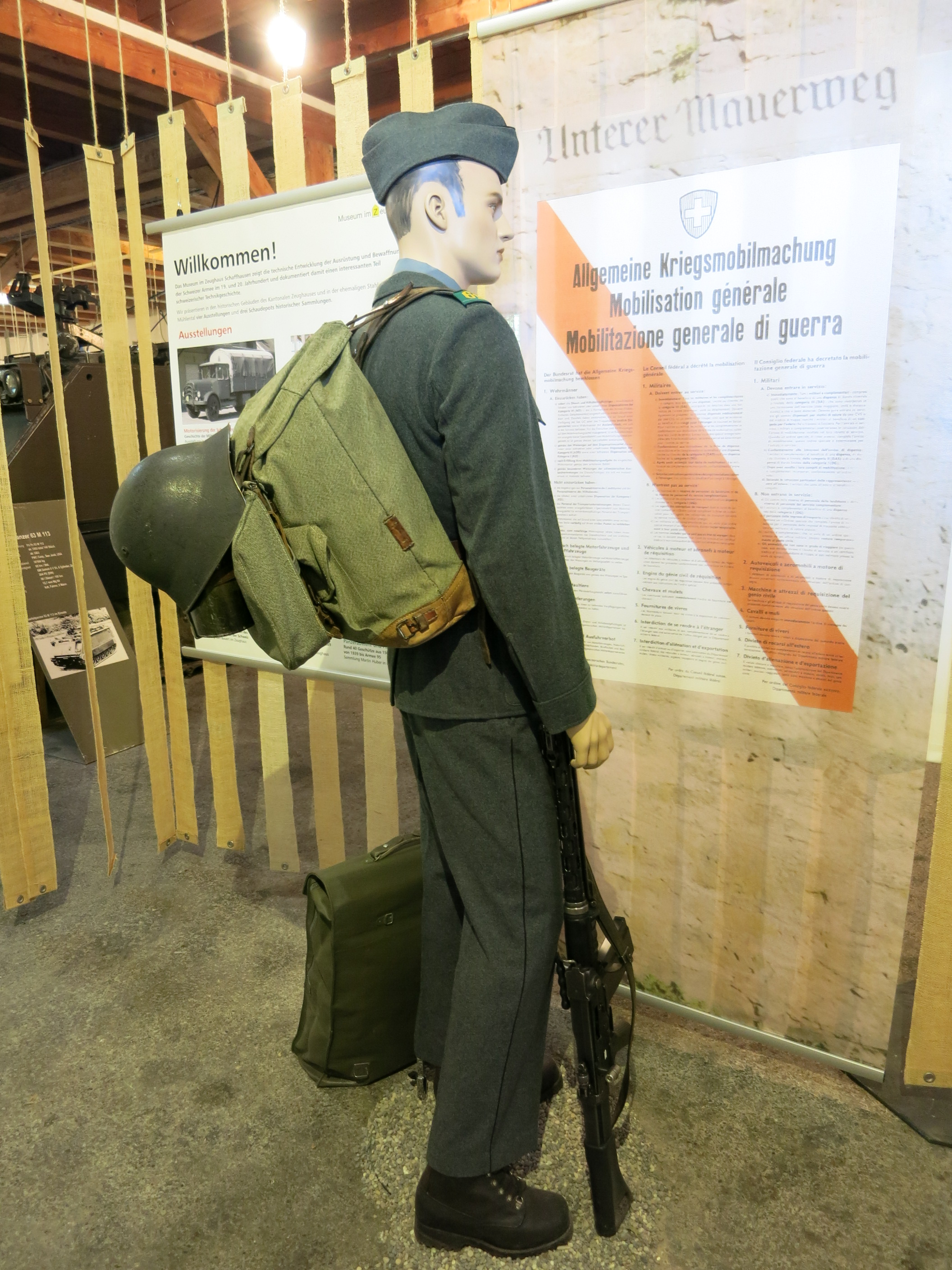
Vorgesehenes Plakat für eine allgemeine Mobilmachung während des Kalten Krieges im Museum im Zeughaus Schaffhausen

Die Mobilmachung der Schweizer Armee zum Aktivdienst wird durch die Vereinigte Bundesversammlung bei Bedrohung von aussen (Landesverteidigung) oder bei Gefährdung der inneren Sicherheit (Ordnungsdienst) angeordnet. Im Kriegsfall werden einzelne Truppen (Teilmobilmachung) oder die gesamte Armee (allgemeine Mobilmachung, Generalmobilmachung, weisses Plakat mit rotem Diagonalbalken) zum Aktivdienst aufgeboten. Da die Schweizer Milizarmee – ausser den gerade in Ausbildung befindlichen Truppen – kein Stehendes Heer unterhält, haben die Militärdienstpflichtigen sowohl ihre persönliche Ausrüstung als auch die persönliche Waffe zu Hause aufzubewahren, um eine schnellere Mobilisierung zu ermöglichen.

## Vorgeschichte
Die Geschichte der Mobilmachungen widerspiegelt die Geschichte der Schweiz. In der Alten Eidgenossenschaft war jeder taugliche Mann zum Dienst verpflichtet. Damit die Stände (Kantone) innert kürzester Zeit die gesamte verfügbare Streitmacht mobilisieren konnten, musste der Wehrmann seine Waffen und Ausrüstung zuhause aufbewahren und bei einer Mobilmachung auf dem vorbestimmten Korpssammelplatz einrücken.
Seit Mitte des 15. Jahrhunderts (Stadt und Republik Bern) wurden die Truppen mit Warnfeuern von Hochwachten aus alarmiert. Im 17. und 18. Jahrhundert besass Bern zwischen Rhein und Genfersee ein Signalpunktenetz mit 156 Hochwachten, Thurgau 51, Freiburg 33, Zürich 23 und Luzern 17. Das sehr schnelle Alarmsystem erlaubte im Kanton Zürich das Signal in 15 Minuten an alle 23 Hochwachten weiterzugeben.
Die Tagsatzung legte für die gesamte Eidgenossenschaft die Versorgungsmassnahmen und den Bereitschaftsgrad für die Mobilmachung fest. Die Defensionale bestimmte die Grösse der Truppenkontingente der Stände und das dreiteilige Aufgebot der Truppen mit insgesamt rund 40'000 Infanteristen, 1'200 Kavalleristen und 48 Geschütze.

## Mobilmachungen seit 1792

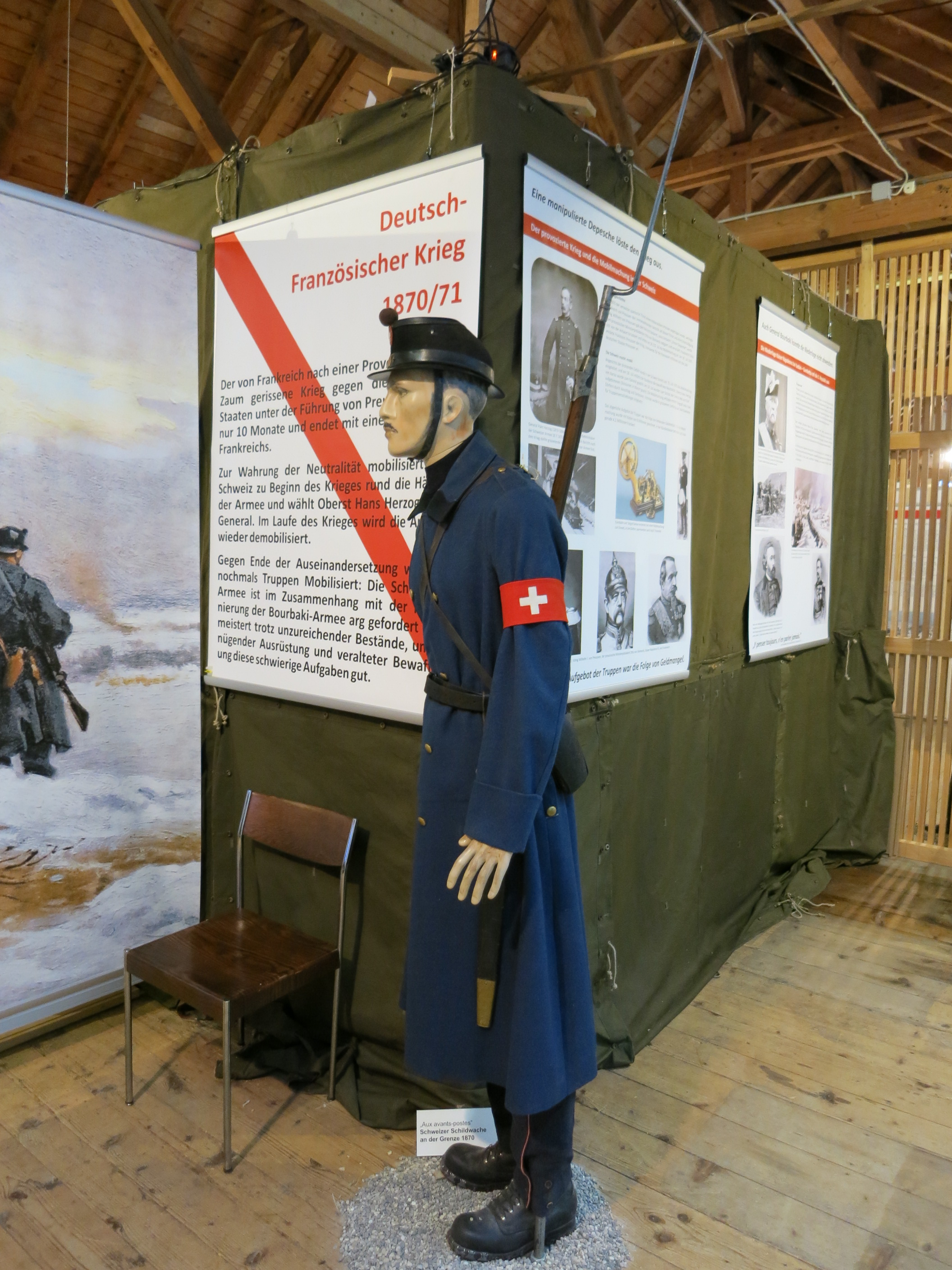
Mobilmachung 1870/71, im Museum im Zeughaus Schaffhausen

Seit 1792, als eidgenössische Truppen die Grenze bei Basel schützten, gab es fünf Generalmobilmachungen (1856, 1870, 1914, 1939, 1940) und 130 Teilmobilmachungen.
Zwischen dem Franzoseneinfall von 1798 bis zur Revision der Bundesverfassung von 1874 kam es zu 25 Mobilmachungen, Kriegshandlungen oder Truppendurchzügen: Der 1848 gegründete Schweizer Bundesstaat wurde insbesondere 1849 (Büsinger-Handel), 1856 (Neuenburgerhandel) und 1870/71 (Deutsch-Französischer Krieg, Internierung der Bourbakiarmee) militärisch auf die Probe gestellt.
Mit dem Bundesstaat begann die Zentralisierung der Armee. Während der Grenzbesetzung von 1870/71 wurden bei den kantonalen Truppen, die dem Bund zur Verfügung gestellt wurden, schwere Mängel bei Mobilmachung, Ausbildung und Bewaffnung durch General Hans Herzog festgestellt. 1884 wurde die erste Verordnung über die Mobilmachung der eidgenössischen Armee mit dem Hauptziel, die Schnelligkeit zu erhöhen, erlassen. Mit der Revision der Bundesverfassung von 1874 und dem Bundesgesetz über die Militärorganisation wurde die Landesverteidigung Aufgabe des Bundes. 1884 erliess der Bundesrat die erste Verordnung über die Mobilmachung der eidgenössischen Armee, mit dem Ziel die Mobilisierung zu beschleunigen (kantonale Zeughäuser für Material und Einrückungsort der Truppen, Aufgebot mündlich, telegrafisch und mit Plakaten, Vorbereitungen für Verpflegung, Unterkunft, Requisitionspferde und -wagen durch Gemeinden).
1907 wurde die Mobilmachungsverordnung vereinfacht und übersichtlicher gestaltet: Die Mobilmachung wurde von einem Platzkommandanten geleitet und die Vorbereitungen der Kantone durch die Generalstabsoffiziere der Divisionen überwacht. Die Soldaten konnten mit dem öffentlichen Verkehr und dem Dienstbüchlein als Fahrkarte zu ihrem Bestimmungsort fahren, wo jede Einheit ihr Material, Waffen und Munition fassen konnte. Am Morgen des zweiten Tages mussten Fahnenübergabe und Vereidigung abgeschlossen sein.

## Erster Weltkrieg
1914 wurde die erste Vorschrift für die Kriegsmobilmachung (K Mob) erlassen. Die Mobilmachung erfolgte vom Eidgenössischen Militärdepartement direkt an die Gemeinden und Bahnhöfe. Nur das eidgenössische Mobilmachungsplakat war gültig. Es wurden neue Zeughäuser errichtet und das Eisenbahnnetz ausgebaut.
Am 31. Juli 1914 beschloss der Bundesrat die Pikettstellung der Armee und für den 3. August die allgemeine Mobilmachung des Auszugs und der Landwehr (inklusive der im Ausland lebenden Militärpflichtigen). Der Landsturm bekam erstmals den Auftrag, die Mobilmachung und den Truppenaufmarsch zu decken. Die Mobilmachung (inklusive Pferdestellung und Fahrzeugrequisition) verlief aufgrund der guten Vorbereitungen durch Generalstab, Militärverwaltungsbehörden des Bundes und der Kantone und Platz- und Truppenkommandanten überall ohne Friktionen und planmässig in der angesetzten Zeit.
Die Erfahrungen aus dem Ersten Weltkrieg und die militärtechnische Entwicklung führten zu Anpassungen der Mobilmachungsorganisation. Im Reglement über den Felddienst von 1927 wurde die Wichtigkeit einer raschen Mobilmachung hervorgehoben. Die neue Bedrohung durch die Flugwaffe führte zur dezentralen Lagerung von Material und Munition ausserhalb von Zeughäusern und Depots. 1932 wurde ein dezentrales Mobilmachungssystem eingeführt: Stäbe und Soldaten sollten zeitlich gestaffelt auf einer grösseren Anzahl von Sammelplätzen einrücken. Als erste Staffel wurden Mobilmachungsfunktionäre, Alarmdetachement und Grenzschutz vor der Pikettstellung der Armee aufgeboten. Als zweite Staffel folgte die allgemeine Mobilmachung, die innert fünf Tagen zu erfolgen hatte. 1937 wurden Mobilmachungsplätze für Landwehr und Landsturm eingeführt und zusammen mit Zeughäuser, Motorfahrzeugparks und dem Eisenbahndienst dem Bund unterstellt. Die K-Mob-Vorschriften galten neu für die Grenzschutztruppen (Bereitstellen der Grenzwerke, Verstärken der Festungsgarnison, Verteilung des Korpsmaterials usw.)

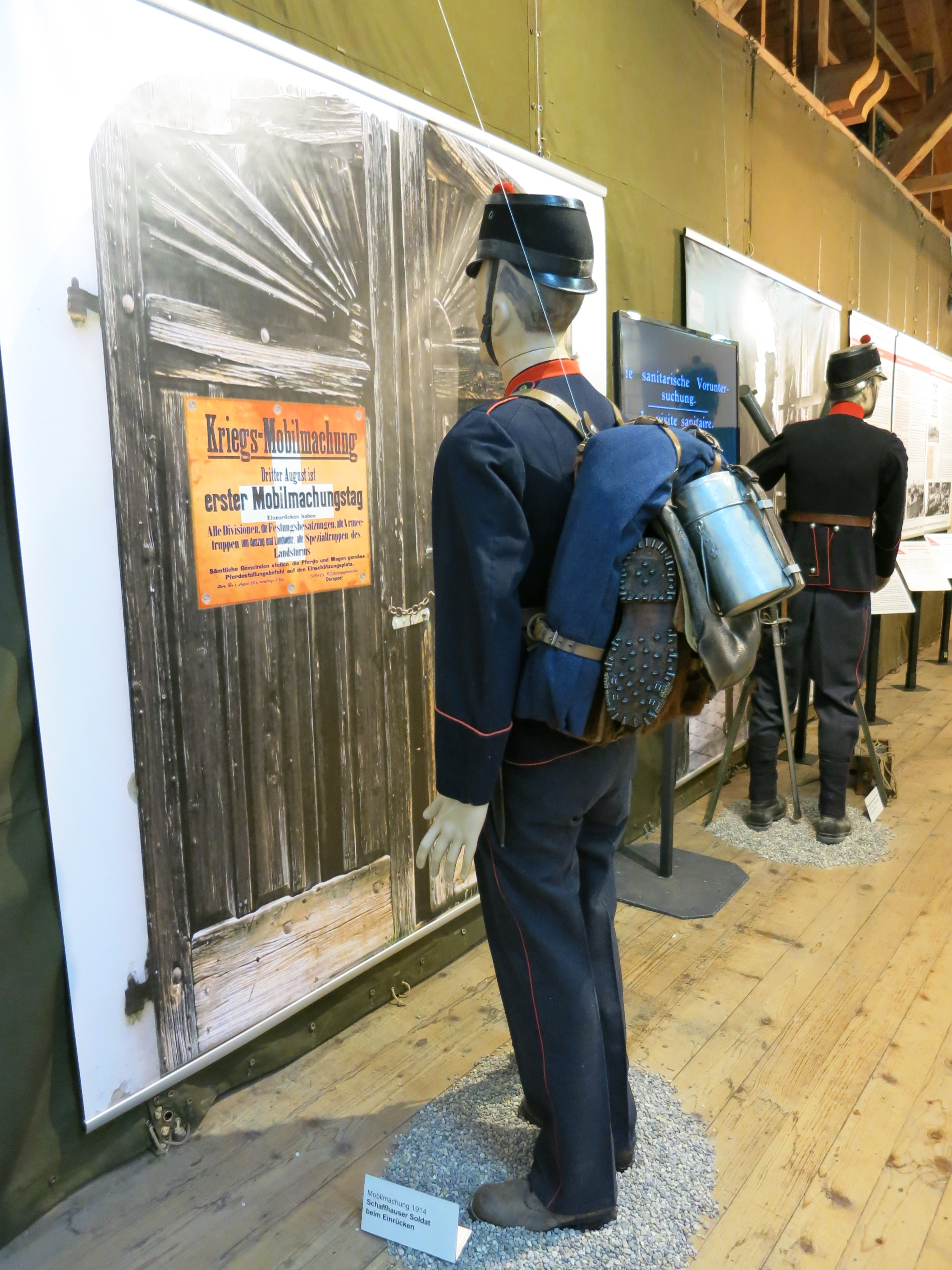
Kriegs-Mobilmachung 1914
Mobilmachungsplatz im Kanton Luzern
Fassen der Ergänzungsstücke
Fassen der Fuhrwerke
Mobilmachung Mitrailleurkompanie

## Zweiter Weltkrieg
Am 28. August 1939 ordnete der Bundesrat mittels Plakaten die Mobilmachung von 80‘000 Mann des Grenzschutzes sowie am 1. September, dem Tag des Deutschen Überfalls auf Polen die allgemeine Kriegsmobilmachung für den nächsten Tag an. Auf der ersten Seite im Dienstbüchlein jedes Soldaten klebte ein Mobilmachungszettel, auf dem Korpssammelplatz, Mobilmachungstag und Stunde sowie die notwendigen Mobilmachungsinformationen angegeben waren. Die Materialfassungsdetachemente rückten sofort ein und am folgenden Tag 430‘000 Mann Kampftruppen, 200‘000 Hilfsdienstpflichtige und 10‘000 Frauen des neu gegründeten Frauenhilfsdienstes (FHD). Die Generalmobilmachung verlief problemlos innert drei Tagen. Die zweite allgemeine Mobilmachung wurde am 10. Mai 1940 ausgelöst und verlief mit fast 700‘000 Wehrmännern oder zwanzig Prozent der Bevölkerung ebenfalls geordnet.
Während des Aktivdienstes gab es 80 Teilmobilmachungen, um Truppen abzulösen und Manöver oder Truppenaufmärsche zu üben. Während des Krieges waren jedoch nie mehr als 80’000 Mann ständig unter den Waffen und somit der Wirtschaft und Familie entzogen. Ab 1941 erfolgten «stille Aufgebote» mittels verschickter Marschbefehle an bestimmte Truppen. Da deutsche Angriffspläne eine rasche Besetzung der Reduiteingänge durch Luftlandetruppen vorsahen, liess der General diese dauernd durch starke Verbände sichern, die mittels Marschbefehlskarten aufgeboten wurden. Normalerweise bewilligte der Bundesrat die von General Guisan verlangten Mobilmachungen. Eine der Ausnahmen war ein Aufgebot anlässlich der Landung der Alliierten in der Normandie im Juni 1944.

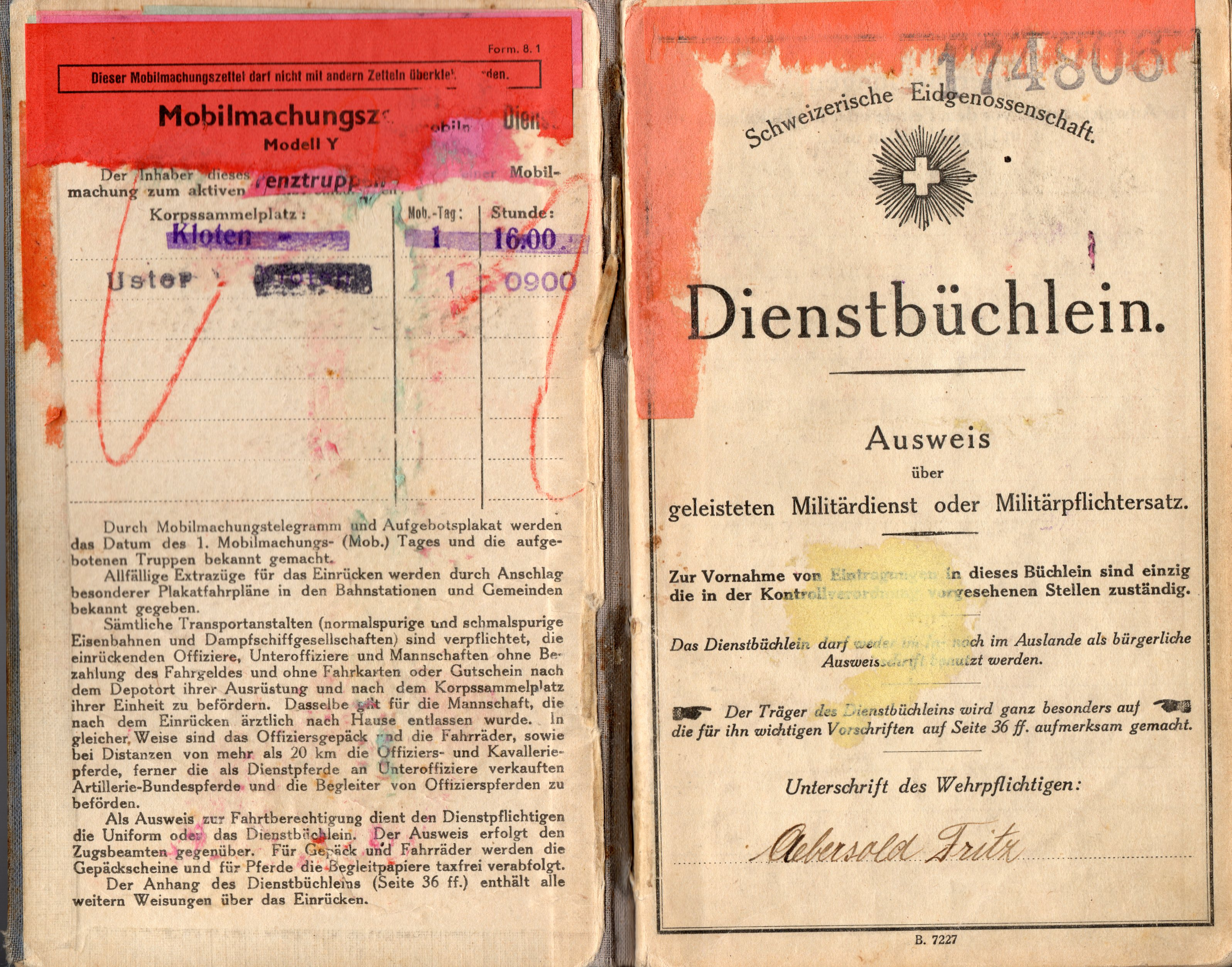
Dienstbüchlein mit Mobilmachungszettel (Aktivdienst)
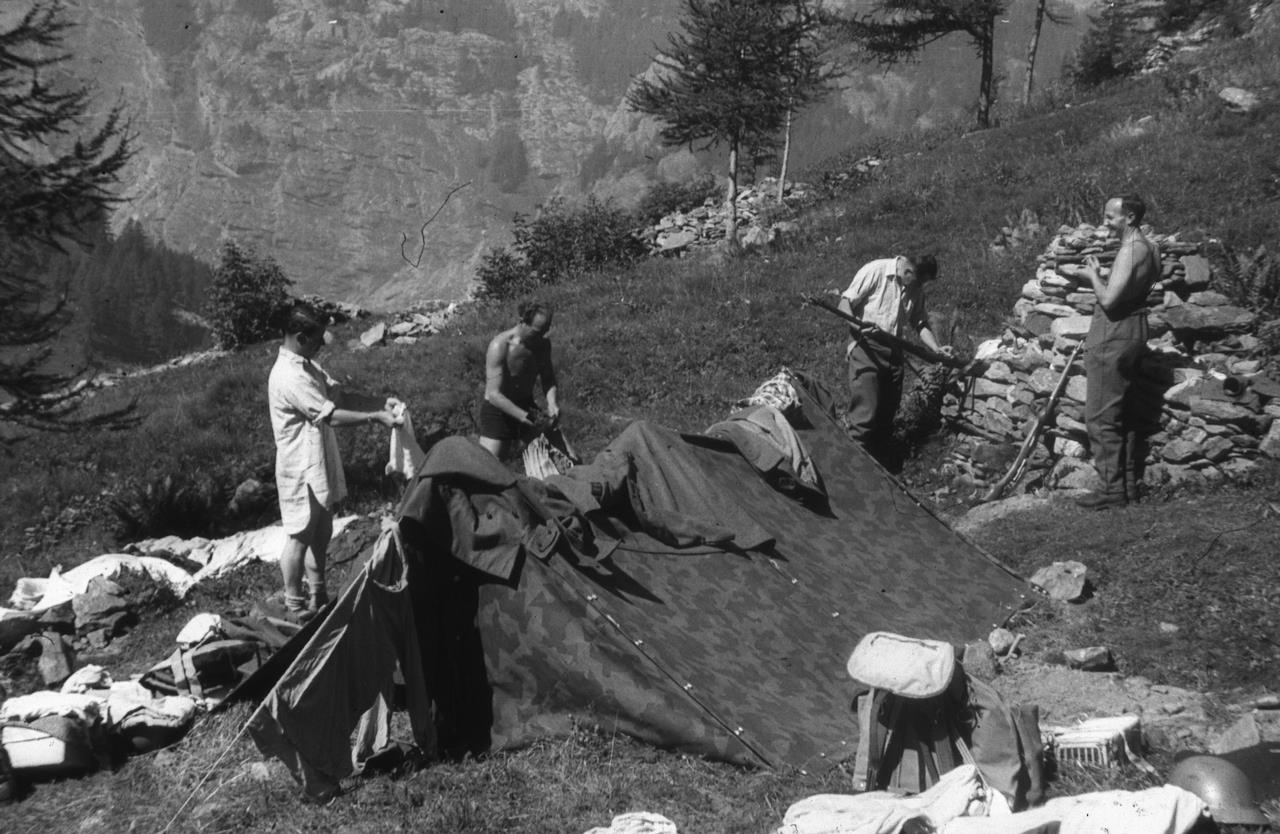
Mobilmachung Laquintal
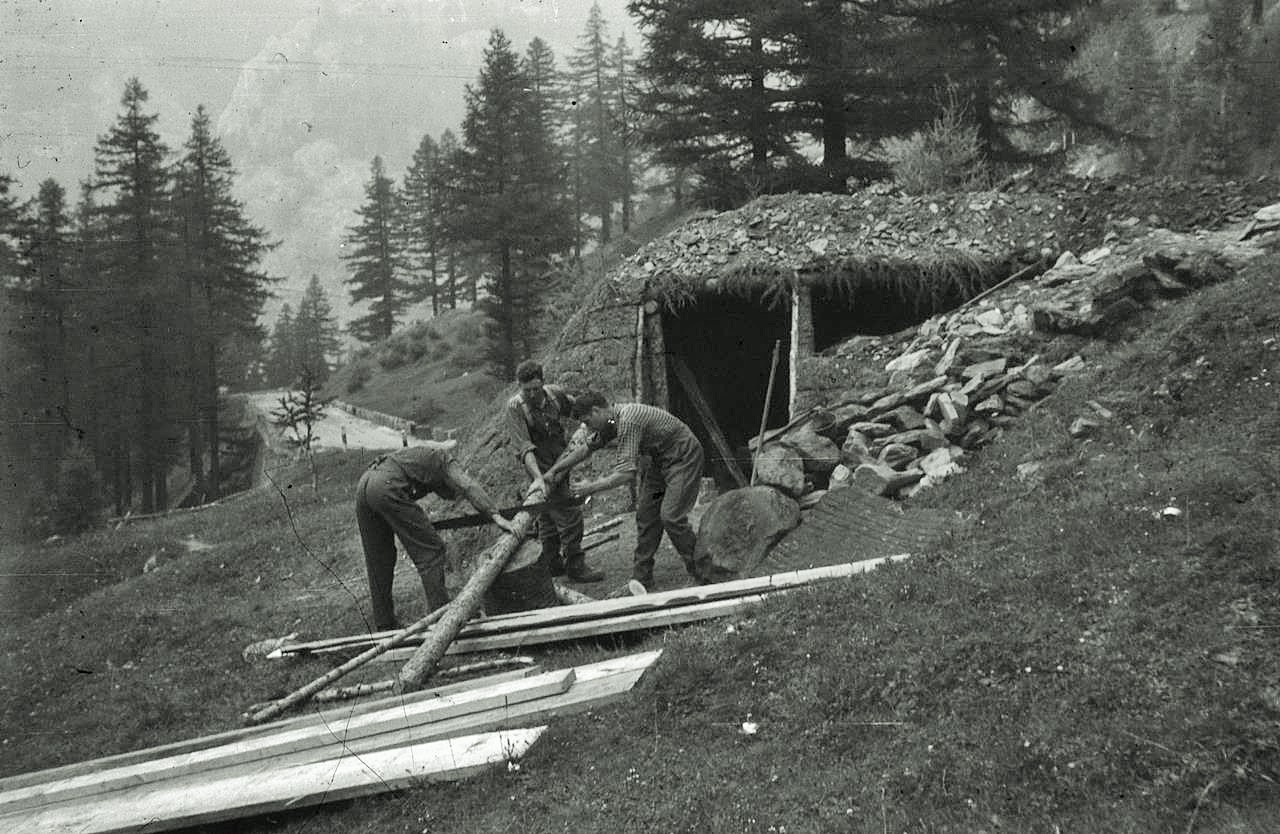
Infanteriekanone Gabi Simplon
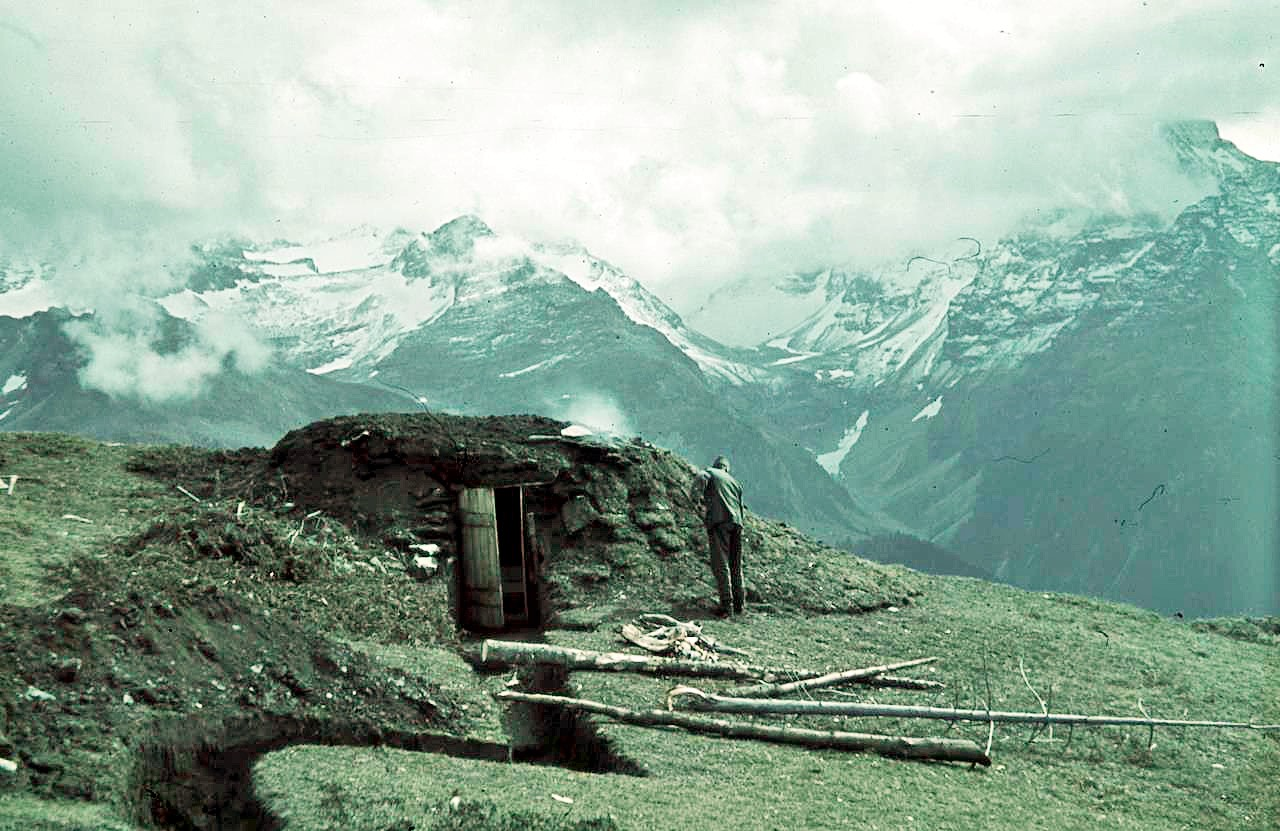
Beobachtungsposten Binntal
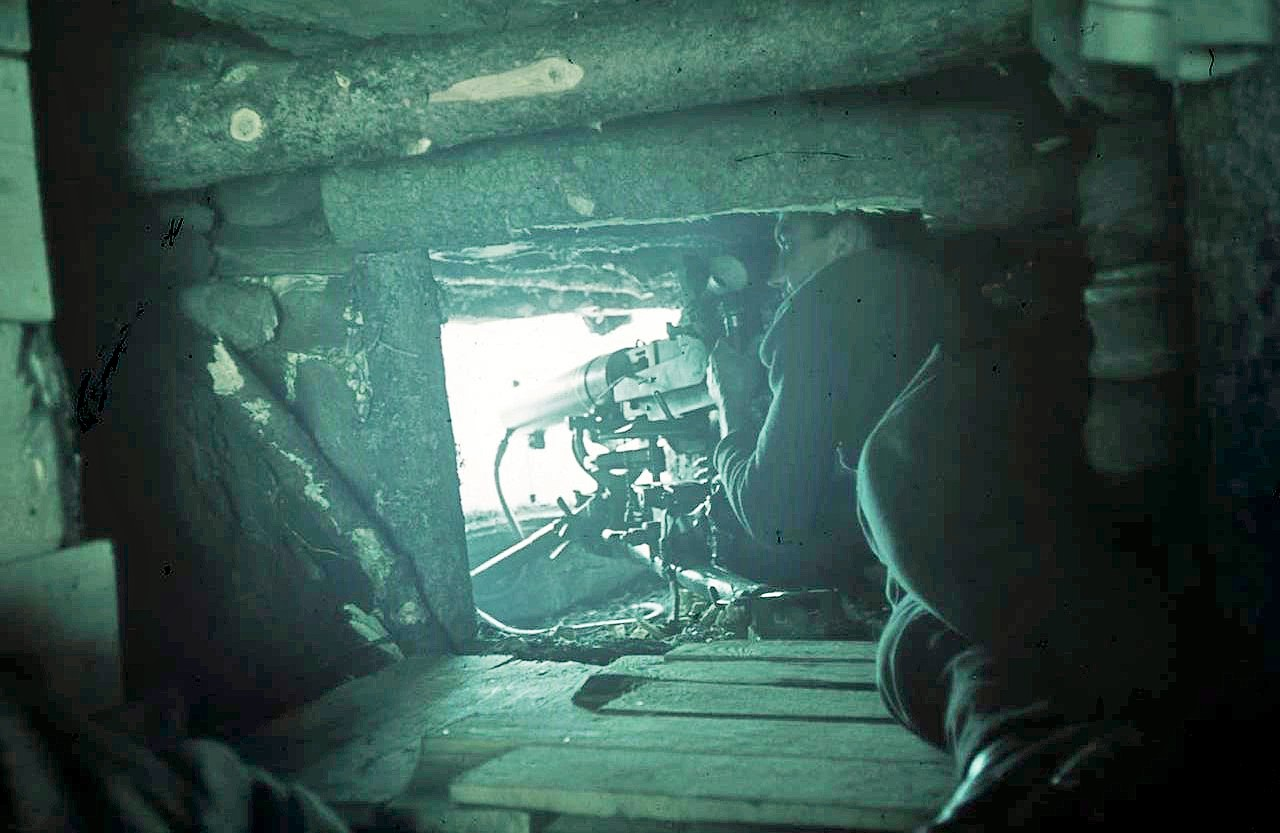
Maschinengewehrstellung Binntal

## Kalter Krieg

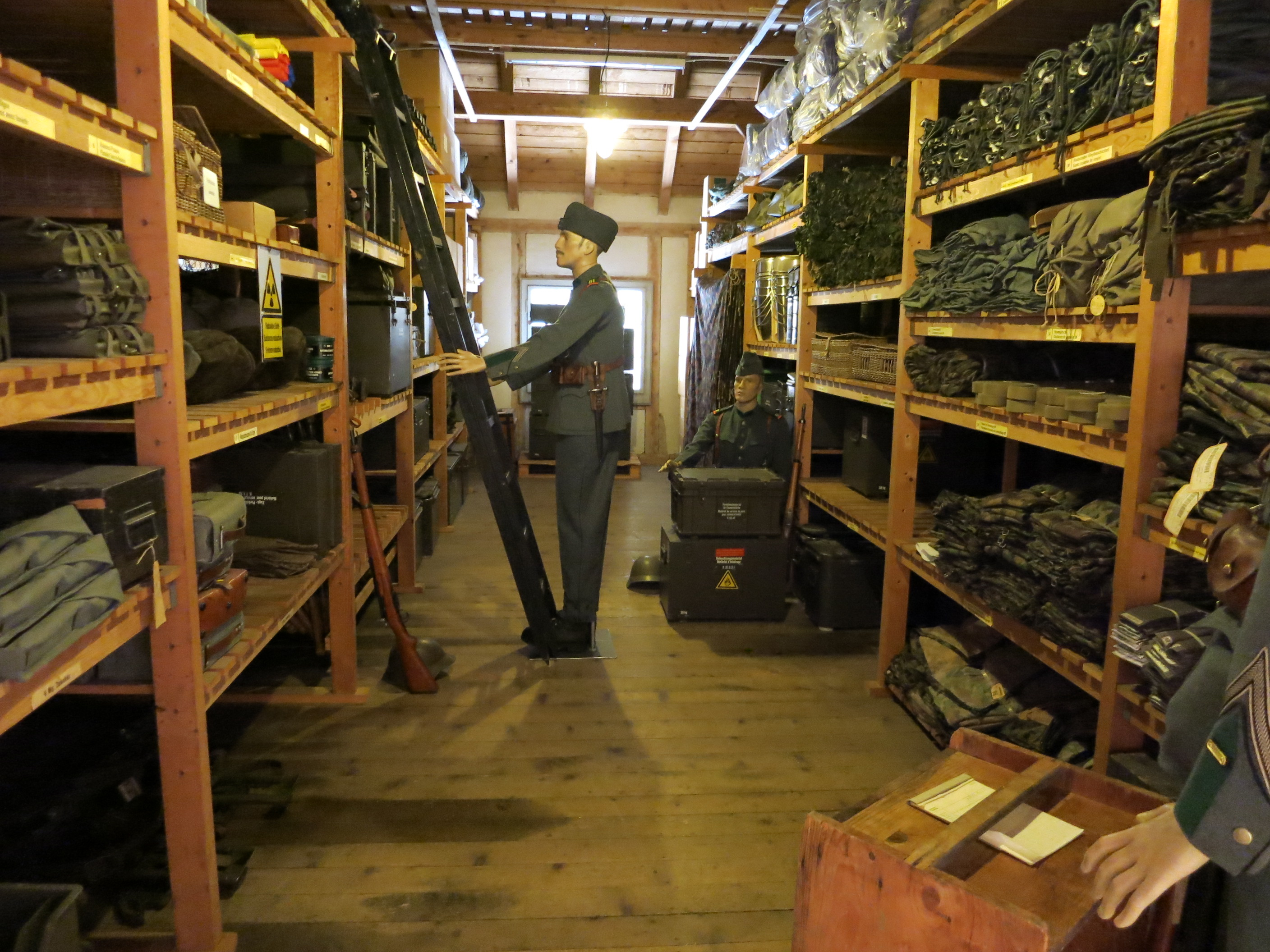
«Einheitsfach» für Korpsmaterial der Füsilierkompanie I/68 im Museum im Zeughaus Schaffhausen

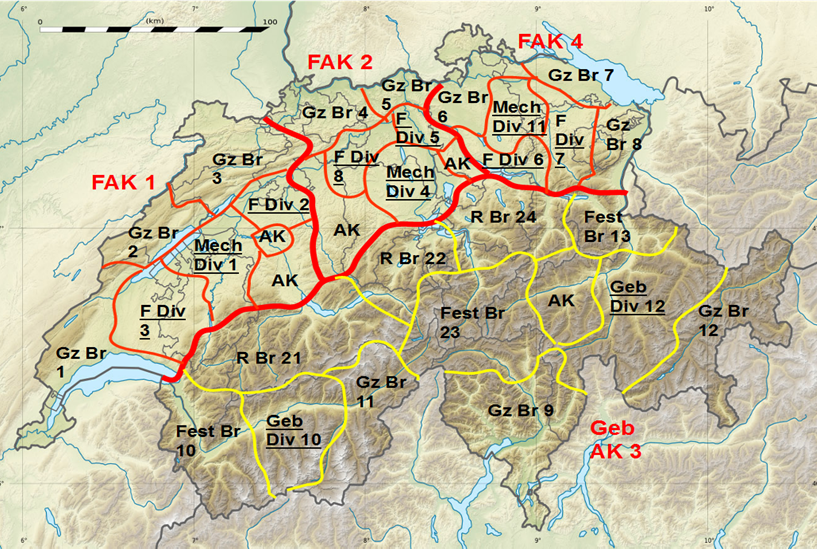
Grunddispositiv ZEUS 1992

Mit der Armee 61 wurde auf die neuen Bedrohungen (Atomkrieg, Luftkrieg, neue Kampfmittel und Kriegsformen) und die kürzeren Vorwarnzeiten reagiert. Es wurden allgemeine neue Mobilmachungsvorschriften erlassen, die zusammen mit dem neuen Zivilschutzkonzept erstmals in ein Gesamtverteidigungskonzept eingebettet wurden.
Als Mittel der ersten Stunde wurde ein Führungsstab gebildet, der bei den ersten Anzeichen der Bedrohung die operativen Vorbereitungen zur Abwehr bis zur Auslösung der Mobilmachung übernahm. Dem Führungsstab standen Flieger- und Fliegerabwehrtruppen, Bereitschaftstruppen (über das Jahr gestaffelte WK-Truppen), Alarmformationen (Flughafenregiment 4 mit Einsatzbereitschaft innert 2–3 Stunden usw.) und Mobilmachungsorgane zur Verfügung. Zu den vorsorglichen Massnahmen gehörten die Dezentralisation von Munition, (gepanzerten) Fahrzeugen, Flugzeuge, Zeughäuser usw. Stäbe, Kommandanten und Mobilmachungsorgane wurden mit einem System abgestufter Bereitschaftsgrade auf kommende Einsätze vorbereitet und beübt, ohne dass das Gros der Truppe der Wirtschaft und der Öffentlichkeit entzogen werden musste.
Die Mobilmachung war die erste entscheidende Operation der Armee 61, weil bei der Bedrohungslage des Kalten Krieges eine sofortige Einsatzbereitschaft auch für ein Milizheer ausschlaggebend war. Da im Milizsystem die Soldaten bis zuletzt in der Wirtschaft gebraucht werden, musste eine fein abgestimmte Mobilmachungsorganisation entwickelt werden, die die Nachteile eines nichtstehenden Milizheeres durch organisatorische Massnahmen wettmachte. Ihre Grundzüge wurden 1884 festgelegt, seither stetig weiterentwickelt und verfeinert. In der Armee 61 konnten alle Truppen innerhalb von 24 bis 48 Stunden, aus dem Zivilleben kommend, kampfbereit im Krieg stehen.
Das Mobilmachungssystem wurde zu einem der organisatorischen Schwerpunkte der Armee 61. Mit einem leistungsfähigen Nachrichtendienst (Frühindikatoren) samt Abwehr (Spionage und Zersetzung) und mittels vorsorglichen Massnahmen sollten alle Kräfte rechtzeitig so gebündelt werden, damit im Mobilmachungsfall alles an Mitteln zur Verfügung stand, um die nötige Einsatzbereitschaft zeitgerecht hochfahren zu können. Weil die Planer mit verdeckter, asymmetrischer Kriegsführung und strategischen Überfällen rechneten, die eine Mobilmachung stören konnten, wurde – unter anderen Massnahmen – in den 1970er Jahren für die Wiederholungskurse der Wachtdienst mit geladener Waffe eingeführt.
Zur Verstärkung der Mobilmachungsorganisation wurde eine Abteilung für Mobilmachung gegründet. Die 53 Mobilmachungsplätze erhielten mit der Armee 61 eine grössere Bedeutung. Die Stäbe der Mobilmachungsorganisation rekrutierten sich aus ehemaligen oder aktiven Offizieren, die in den Gemeinden zivile Verantwortung trugen. Die lokale Mobilmachungsorganisation war dadurch in der Bevölkerung verankert. Die Mobilmachung wurde beschleunigt, eine anschliessende Sofortausbildung der Truppe vorbereitet und eine rasche Verschiebung in das vorbereitete Grundkampfdispositiv geübt. In den jährlich stattfindenden Wiederholungskursen konnte mit den Miliztruppen innert drei Wochen wieder volle Kriegsbereitschaft erreicht werden. Das Einrücken zum Wiederholungskurs wurde oft zur Kriegsmobilmachungsübung (K Mob Übungen), wobei die Materialfassungsdetachemente bereits um 8 Uhr am Einrückungsort sein mussten.
Aufgrund des Berichts des Bundesrates zur Konzeption der militärischen Landesverteidigung vom 6. Juni 1966 begann die Schweizer Armeeführung erstmals mittels einer rollenden operativen Planung grundlegende Einsatzpläne der Armee im Voraus zu erstellen. Ausgehend vom weitgehend fixen Mobilmachungsdispositiv wurde per 1992 als Kampfdispositiv das Grunddispositiv «Zeus» entwickelt, das rasch aus dem Mobilmachungsdispositiv bezogen werden konnte. Der Vorteil von «Zeus» war, dass die Miliztruppe Land, Leute und Kampfinfrastruktur kannte und den Abwehrkampf in diesen Räumen regelmässig in den Wiederholungskursen dynamisch übte.
Die Armee 95 schaffte das Teilmobilmachungssystem, 17 Mobilmachungsplätze und das Grunddispositiv zugunsten eines Verbleibens im Mobilmachungsdispositiv ab. Jetzt hatten im Ernstfall die gerade dienstleistenden Einheiten, danach die Alarmformationen und anschliessend je nach Lagebeurteilung weitere Truppen gemäss Aufgebot einzurücken. Für eine allgemeine Mobilmachung wurde mit jahrelangen Vorwarnzeiten («Aufwuchsprinzip») gerechnet.

## Heute
Nach dem Ende des Kalten Krieges wurde 2003 mit der Armee XXI die Armee auf 220’000 Mann reduziert. Das rasche Mobilmachungssystem wurde abgeschafft und durch das System der abgestuften Bereitschaft ersetzt, das keine Mobilmachungsplätze mehr benötigte. Die regionalen Zeughäuser wurden aufgelöst und in fünf Logistikzentren zentralisiert. Zum sofortigen Einsatz für subsidiäre Einsätze im Katastrophenfall oder zur Unterstützung der Zivilbehörden sollten Durchdiener, Berufs- und Zeitmilitärs und Truppen im Ausbildungsdienst herangezogen werden. Für die Raumsicherung (Verstärkung des Grenzwachtkorps, Objektschutz) sollten nach mittlerer Vorbereitungszeit (72 Stunden) weitere Verbände aufgeboten werden. Für den Einsatz der Reservetruppen von 80’000 Mann plante man eine längere Vorbereitungszeit von einigen Monaten.
Die geplante Weiterentwicklung der Armee (WEA) will die Einsatzbereitschaft der Armee wieder erhöhen. Das neue Bereitschaftssystem erfordert die Wiedereinführung einer Mobilmachungsorganisation.